# Gitega (Ruanda)
Gitega è un settore (imirenge) del Ruanda, parte della Provincia di Kigali e del distretto di Nyarugenge.